# Arakil
Arakil là một đô thị trong tỉnh và cộng đồng tự trị Navarre, Tây Ban Nha. Đô thị này có diện tích là 52,36 ki-lô-mét vuông, dân số năm 2007 là 907 người.
Đô thị nằm ở độ cao 464 m trên mực nước biển.

## Biến động dân số
| Biến động dân số                                     | Biến động dân số | Biến động dân số | Biến động dân số | Biến động dân số | Biến động dân số | Biến động dân số | Biến động dân số | Biến động dân số | Biến động dân số | Biến động dân số |
| 1996                                                 | 1998             | 1999             | 2000             | 2001             | 2002             | 2003             | 2004             | 2005             | 2006             | 2007             |
| ---------------------------------------------------- | ---------------- | ---------------- | ---------------- | ---------------- | ---------------- | ---------------- | ---------------- | ---------------- | ---------------- | ---------------- |
| 856                                                  | 872              | 879              | 888              | 887              | 882              | 867              | 867              | 862              | 882              | 907              |
| Nguồn: Arakil et instituto de estadística de navarra |                  |                  |                  |                  |                  |                  |                  |                  |                  |                  |